# Román o růži
Román o růži (francouzsky Roman de la Rose) je středověká francouzská veršovaná skladba ze 13. století, která měla velký vliv na evropskou literaturu středověku, renesance i novověku.
Román o růži je básnickou skladbou (označení román není žánrové), kterou napsali dva francouzští středověcí básníci. V první části, vytvořené Guillaumem de Lorris, líčí v alegorické formě kurtoazní strategii milostného dobývání, ve druhé, jejímž autorem je Jean de Meung, se shrnuje dobové vědění a myšlení.

## Děj
Skladba je zčásti popisem alegorického snu: v první části skladby se dvacetiletý mladík ocitá v zahradě obehnané zdí a hlídané sochami lidských neřestí – Zášti (Haine), Chtivosti (Convoitise), Lakoty (Avarice), Závisti (Envie) aj. Jak se rozhlíží, spatřuje tančící společnost s Kratochvilem (Deduiz) uprostřed. Posléze, když kráčí zahradou a hledá její smysl a řád, sleduje ho bůh Lásky (Deus d’Amors) vyzbrojený alegorickými šípy. Mladík přichází k místu Narcisovy smrti – ke studánce Lásky na dně s krystaly, v nichž je zakleta zahrada a které odrážejí každé její skryté místo. Na hladině se zrcadlí i keř růží. Mladý muž se zamiluje do jednoho z poupat růže a zasažen Amorovými šípy začne blouznivě hovořit s bohem Lásky, jenž je zasvěcením do tajů milostného citu. Jeho pomocníkem a rádcem se pak stává Dobrovít (Bel Acueil). Poté, co se zamilovanému podaří poupě políbit přes varování Rozumnosti (Raison) a po diskusích s Hrozebníkem (Dangriers), zbuduje Žárlivost (Jalosie) hrad a mladíka v něm uvězní.
Ve druhé části se alegorický děj, završený útokem Amorovy armády na hrad a mladíkovým probuzením ve chvíli, kdy sahal po růži, utápí v četných odbočkách, v časově tendenčních rozpravách na nejrůznější témata. Zpověď přírody je např. výkladem autorových vědomostí kosmologických, astronomických, metafyzických apod. Proti idealistickému pojetí života je zde náhle postaven realistický pohled, v němž rozhoduje zdravý rozum, praktičnost, touha po vědění a konkrétních poznatcích.

## Alegorie a symbolika

### Zahrada
Charakteristický je pro středověkou literaturu snový příběh (rámec snu). Zahrada v Románu o růži je zároveň alegorickou „zahradou-světem“, přičemž mladíkova cesta symbolizuje životní pouť. Symbolika zahrady, coby uzavřeného, ideálního světa, sahá až k nejstarším písemnictvím, Eposu o Gilgamešovi a Bibli (rajská zahrada Adama a Evy).

### Studánka
Místem prozření (zároveň i omámení) je studánka, v níž hyne sebeláska a zjevuje se smysl celé zahrady, a to v krystalech a růži. Studánka tají ve středověké literatuře významnou symboliku – v Artušovských legendách a románech o grálu představuje zpravidla „fontánu života a mládí“, studánka je symbolem obnovy a očisty jak v mýtech a pohádkách, tak i alchymii.

### Růže
Ústředním symbolem skladby, objevujícím se i v samotném titulu, je růže. Růže je iniciačním květem už od starověku – skrze růži se v Apuleiově Zlatém oslu člověk promění nazpět z osla v člověka a zasvěcence; v růži sídlí Bůh v Dantově Božské komedii; růže je symbolem Kristova srdce, Panny Marie apod. Ve středověké literatuře symbolizuje květina často mladou dívku, ale růže má v této symbolice výsadní postavení – růže odkazuje na nejkrásnější a milovanou dívku. Ohlasy této symboliky sahají i do renesance a klasicismu (William Shakespeare, Pierre de Ronsard, John Milton), baroka, romantismu, ba i moderní literatury (viz např. symbolika růže v prózách Williama Butlera Yeatse či Oscara Wilda). Na mnohoznačnou symboliku růže konečně upomíná i postmoderní román Jméno růže od italského spisovatele Umberta Eka.

## Význam
Vliv Románu o růži na pozdější literaturu byl nesmírný. Dílo imitoval a napodoboval prakticky celý středověk. Znali ho nejen italští básníci Dante Alighieri a Petrarca, ale i anglický spisovatel Geoffrey Chaucer, jenž ho dokonce přeložil do angličtiny. Ještě za renesance na začátku 16. století dílo tiskem vydává básník a překladatel Clément Marot, který byl rovněž komorníkem francouzského krále Františka I. a přítelem jeho sestry královny Markéty Navarrské. Román o růži ale působil například i na Pierra de Ronsard. Vliv Románu o růži se však výrazně zračí v tzv. preciózním románu 17. století, který obdobným způsobem alegoricky zobrazuje milostný cit.
Na české středověké a renesanční písemnictví měl ohlas Románu o růži pouze nepřímý vliv. Lze jej spatřit v charakteristické středověké alegoričnosti, která se objevila i v mnoha českých skladbách. Jednou z nich je vrcholné dílo české umělecké prózy kolem roku 1400 nazvané Tkadleček, který je dialogem či spíše sporem mezi Tkadlečkem a zosobněným Neštěstím. Druhým dílem, v němž se obráží nepřímý vliv Románu o Růži, je německy psaný Oráč z Čech (Ackermann aus Böehmen, 1400), kterou napsal Johannes von Saaz – tato alegorická skladba v obdobném rámci líčí spor mezi sedlákem a Smrtí. Ozvuky středověké alegorie však najdeme i v novověkém románu Labyrint světa a ráj srdce od Jana Amose Komenského a výrazně se prosazují i v barokní literatuře.